# たのまゆうむ
たのま ゆうむ（11月30日 - ）は、日本の女性漫画家。東京都出身。

## 人物
猫を飼っている。
冬生まれだが、寒いのが苦手で「夏が大好き」と語っている。

## 作品リスト

### 連載・不定期掲載
- 原色天然菓子工房（白泉社・『ザ花とゆめ』、2004年2月1日号・2004年12月1日号・2005年6月1日号））
- 乙女的恋革命★ラブレボ!!（『別冊花とゆめ』、2006年3月号・2006年5月号・2006年7月号））
- 至近距離恋愛～イロコイレシピ～ （実業之日本社、2014年11月13日）
- ドSな義弟は昼間は王子（白泉社・『Love Jossie』、2015年11月4日）
- 小説家の叔父がエロスでカオス（白泉社・『Love Jossie』配信連載中、2016年11月2日〜）
- ごほうびは居酒屋で（白泉社・『Love Jossie』配信連載中、2017年7月5日〜）

### 読み切り
- 紫陽花日和（白泉社・『花とゆめステップ増刊』、1999年12月1日号）
- ハッピーメール（白泉社・『ザ花とゆめ』、2001年5月1日号）
- 夢色ラボラトリー（白泉社・『ザ花とゆめ』、2007年1月25日号）

### イラスト
- 花とむし

## 書籍
- 『浅見光彦ミステリースペシャル　佐用姫伝説殺人事件』（原作：内田康夫）実業之日本社、2015年3月13日、全1巻
- 『浅見光彦ミステリースペシャル　地下鉄の鏡』（原作：内田康夫）実業之日本社、2015年3月20日、全1巻
- 『浅見光彦ミステリースペシャル　還らざる道』（原作：内田康夫）実業之日本社、2016年7月22日、全1巻